# Jeff Garlin

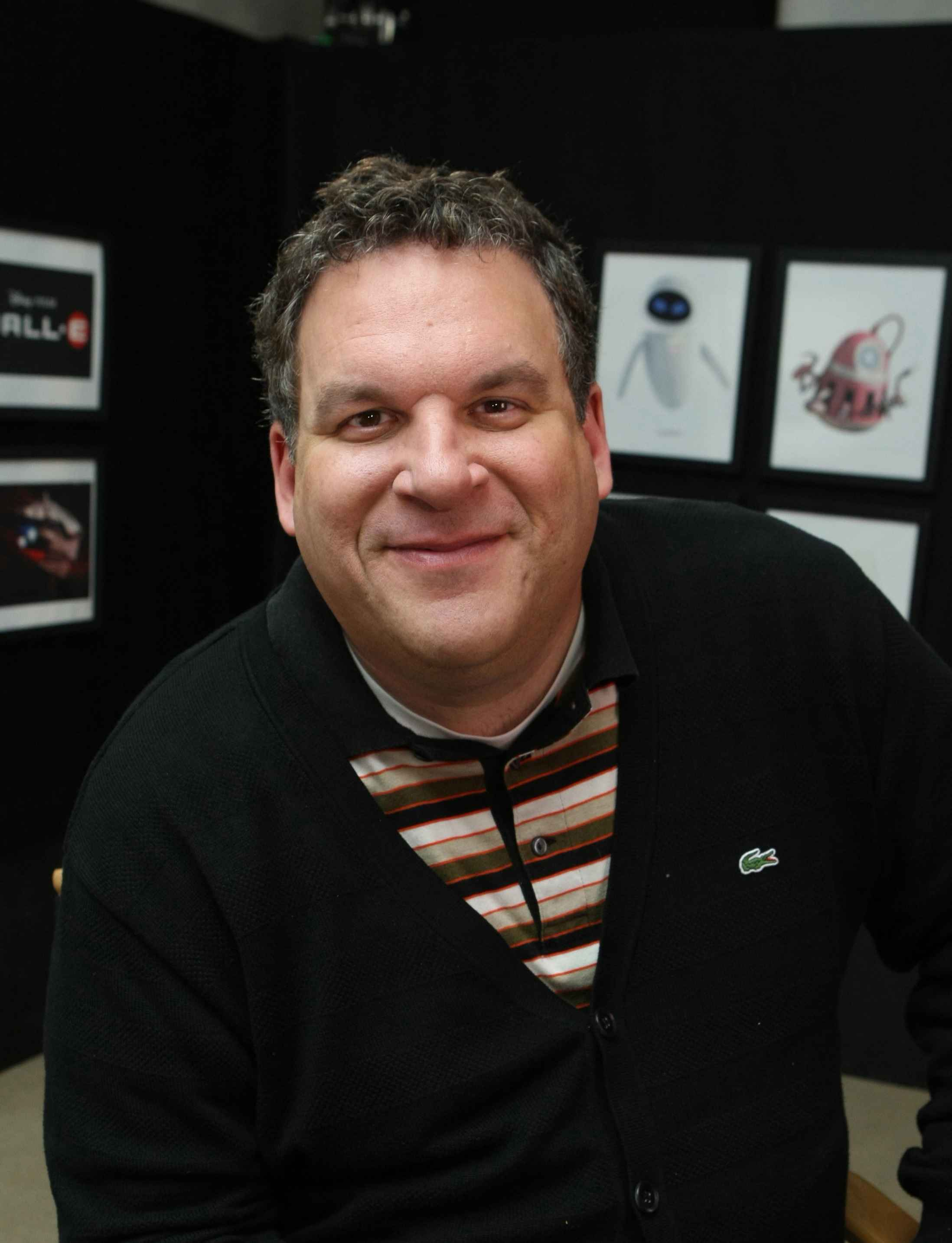
Jeff Garlin in 2008

Jeffrey Todd 'Jeff' Garlin (Chicago, 5 juni 1962) is een Amerikaans acteur, stemacteur, filmregisseur, filmproducent, scenarioschrijver en auteur.
Garlin is het meest bekend van zijn rol als Jeff Greene in de televisieserie Curb Your Enthusiasm waar hij in 120 afleveringen speelde (2000-2024).

## Biografie
Garlin werd geboren in Chicago en groeide op in Morton Grove. Hij doorliep de high school aan de Fort Lauderdale's Nova High School in Davie (Florida) waar hij in 1980 zijn diploma haalde. Hierna ging hij studeren aan de Broward Community College in Fort Lauderdale en aan de universiteit van Miami in Coral Gables. Hier studeerde hij in Film maar stopte met zijn studie om te beginnen met stand-upcomedy in Florida. Op tweeëntwintigjarige leeftijd verhuisde hij terug naar Chicago om daar verder te gaan met zijn carrière. 
Garlin schreef in 2010 als auteur zijn boek My Footprint: Carrying the Weight of the World, zijn memoires over zijn leven.
Garlin is getrouwd en heeft hieruit twee kinderen.

## Filmografie

### Films
Uitgezonderd korte films.
- 2022 Babylon - als Don Wallach
- 2022 Studio 666 - als Jeremy Shill
- 2020 This is the Year - als mr. Elmer
- 2019 Star Wars: Episode IX: The Rise of Skywalker - als Junn Gobint
- 2019 Toy Story 4 - als Buttercup (stem)
- 2017 Handsome: A Netflix Mystery Movie - als Gene Handsome
- 2017 Becoming Bond - als Harry
- 2017 Lemon - als Guy Roach
- 2014 Laggies - als Ed
- 2013 Dealin' with Idiots – als Max Morris
- 2012 ParaNorman – als Perry Babcock (stem)
- 2012 Adventures in the Sin Bin – als Dean Theatard
- 2012 Safety Not Guaranteed – als Mr. Britt
- 2011 Cars 2 – als Otis (stem)
- 2010 Toy Story 3 – als Buttercup (stem)
- 2010 The Bounty Hunter – als Sid
- 2009 Princess Protection Program – als man op bowlingbaan
- 2008 Comedy Central Roast of Bob Saget – als Sol Schwartz / zichzelf
- 2008 WALL•E – als Kapitein B. McCrea (stem)
- 2008 The Rocker – als Stan
- 2008 Naked Movie – als schrijver
- 2008 Strange Wilderness – als Ed Lawson
- 2007 Trainwreck: My Life as an Idiot – als Lenny
- 2006 The Jimmy Timmy Power Hour 3: The Jerkinators! – als Villian (stem)
- 2006 I Want Someone to Eat Cheese With – als James Aaron
- 2006 The Jeff Garlin Program – als Jeff
- 2004 After the Sunset – als Ron
- 2004 Outing Riley – als partner in architectbureau
- 2004 Sleepover – als Jay
- 2003 Daddy Day Care – als Phil
- 2002 Full Frontal – als Harvey
- 2002 The Third Wheel – als kantoormedewerker
- 2002 Run Ronnie Run – als vriend van jarige
- 2000 Bounce – als Emcee
- 1999 Larry David: Curb Your Enthusiasm – als Jeff Greene
- 1999 Austin Powers: The Spy Who Shagged Me – als Cyclops
- 1998 Senseless – als Arlo Vickers
- 1997 The Love Bug – als snelwegpolitieagent
- 1995 The Computer Wore Tennis Shoes – als agent Reese
- 1994 Little Big League – als manager tegenpartij
- 1993 RoboCop 3 – als donut man
- 1992 Hero – als krantverkoper
- 1992 Straight Talk – als Bob
- 1983 Spring Break – als Gut Gut

### Televisieseries
Uitgezonderd eenmalige gastrollen.
- 2000-2024 Curb Your Enthusiasm – als Jeff Greene – 120 afl.
- 2023 Never Have I Ever - als Len - 5 afl.
- 2013-2022 The Goldbergs – als Murray Goldberg – 204 afl.
- 1997-2019 Mad About You – als Marvin – 15 afl.
- 2005-2013 Arrested Development – als Mort Meyers – 11 afl.
- 2008-2010 Wizards of Waverly Place – als oom Kelbo – 3 afl.
- 2003 Crank Yankers – als Jeff – 3 afl.
- 2001-2003 Everybody Loves Raymond – als productiemanager Jimmy – 2 afl.

### Computerspellen
- 2010 Toy Story 3: The Video Game – als Buttercup
- 2008 Wall-E – als Kapitein B. McCrea
- 1997 Blade Runner – als luitenant Edison Guzza

### Filmregisseur
- 2017 Handsome: A Netflix Mystery Movie - film
- 2013 Dealin' with Idiots – film
- 2012 Dr. Roberts – korte film
- 2010 The Bus – korte film
- 2010 Breakup in a Noisy Dinner – korte film
- 2006 This Filthy World – documentaire
- 2006 I Want Someone to Eat Cheese With – film
- 2001 Curb Your Enthusiasm - The Thong – televisieserie – 1 afl.

### Filmproducent
- 2000-2021 Curb Your Enthusiasm – televisieserie – 110 afl.
- 2017 Handsome: A Netflix Mystery Movie - film
- 2006 This Filthy World – documentaire
- 2006 I Want Someone to Eat Cheese With – film
- 2006 The Jeff Garlin Program – film
- 1999 Larry David: Curb Your Enthusiasm – film

### Scenarioschrijver
- 2017 Handsome: A Netflix Mystery Movie - film
- 2013 Dealin' with Idiots – film
- 2012 Dr. Roberts – korte film
- 2010 Breakup in a Noisy Dinner – korte film
- 2006 I Want Someone to Eat Cheese With – film
- 2006 The Jeff Garlin Program – film

- Bibliothèque nationale de France: cb161605401 (data)
- Gemeinsame Normdatei: 136733727
- International Standard Name Identifier: 0000 0001 1447 5400
- Library of Congress Control Number: nr2002000950
- MusicBrainz: 3364667a-5758-4cd0-92bf-823eb963e072
- Virtual International Authority File: 71324543
- WorldCat: E39PBJrgGkDK4XfrrJYRDhMgKd